# طاقة ميكانيكية

القمر الصناعي مثال على النظام الميكانيكي.

يقصد عادة بالطاقة الميكانيكية لجسم ما مجموع طاقة حركته وطاقة الوضع. وللتفريق بين الطاقة الميكانيكية وغيرها من أنواع أخرى للطاقة، نذكر هنا عدة من تلك الأنواع الأخرى :
- طاقة داخلية وهي طاقة تتعلق بالحالة المجهرية للجسم، وحركة الجزيئات فيه.
- طاقة كيميائية وهي تتمثل في الطاقة المخزونة في الأربطة بين الذرات في الجزيئات.
- طاقة نووية وهي التآثر القوي بين البروتونات والنيوترونات في أنوية الذرات.
- طاقة إشعاعية وهي طاقة كهرومغناطيسية تنشأ عن تغير المجال الكهربائي أو المجال المغناطيسي وتظهر على هيئة فوتونات
- طاقة الإلكترونات في الذرة حيث تتخذ كمات محدودة(quanta) في المدارات حول النواة. وهذه تُدرس في ميكانيكا الكم

ونستعرض هنا الطاقة الميكانيكية:
1- الطاقة الكامنة المرونية وترتبط باستطالة الجسم المرن أو انضغاطه.
و عندما يستطيل أو ينضغط الجسم المرن بمقدار x حيث ثابت مرونته k، فإنه يخزن طاقة كامنة مرونية مقدارها:
Epe=k. x²/2
وعند السماح للجسم المنضغط بالحركة تتحول تلك الطاقة المخزونة طاقة الوضع إلى طاقة حركة.
2-الطاقة الكامنة الثقالية وترتبط بارتفاع الجسم عن الأرض:
عندما يكون جسم كتلته m على ارتفاع h من سطح الأرض، نقول أنه يخزن طاقة كامنة ثقلية طاقة الوضع مقدارها :
Ep= m.g.h
حيث m تمثل كتلة الجسم بالكيلوجرام
h ارتفاع الجسم عن سطح الأرض بالمتر
g عجلة الجاذبية الأرضية نيوتن /كيلوجرام (N/Kg)
وتُعطى الطاقة الميكانيكية بالمعادلة :
E = Ep + Ek
حيث Ek طاقة الحركة، Ep طاقة الوضع للجسم.
وكما تنص المعادلة فمجموع طاقة حركة الجسم وطاقة وضعه ثابت، وهي طاقته الميكانيكية.
تتغير طاقة الوضع لجسم بتغير ارتفاعه عن سطح الأرض. فإذا افترضنا مؤقتا أن طاقة الوضع لجسم على سطح الأرض تساوي صفرا، ثم قمنا بقذف حجر عموديا إلى أعلى، يبدأ الجسم بطاقة حركة عالية وما يلبث أن تهدأ سرعته رويدا رويدا بفعل الجاذبية أو الثقالة وتتحول طاقة حركته خلال ارتفاعه إلى طاقة وضع. حتى إذا وصل الحجر إلى أقصى ارتفاع له تكون كل طاقة حركته قد تحولت إلى طاقة وضع. ويبدأ الحجر بفعل طاقة الوضع التحرك ثانيا إلى أسفل حيث تزداد سرعته إلى أن يلتقي بالأرض، عندئذ تكون طاقة وضعه (التي اكتسبها في العلاء) قد تحولت إلى طاقة حركة ثانيا. وباصتدامه بالأرض تتحول طاقة حركته فورا إلى طاقة حرارية. وهذا يحقق قانون انحفاظ الطاقة.
وفي كل نقطة من مسار الحجر أثناء الصعود والهبوط يكون مجموع طاقة حركته وطاقة وضعه ثابتا.أي إذا تزايدت واحدة تنقص الأخرى بنفس القدر.
وتـُقاس طاقة الوضع مثلما تقاس طاقة الحركة، بوحدة كيلوجرام.2متر. −2ثانية أو جول.

## صور لتحول الطاقة الميكانيكية
1. تحويل ميكانيكي - حراري، مثل تحول طاقة حركة مركبة الفضاء عند عودتها إلى الأرض، إذ يُنتج احتكاكها الشديد بالغلاف الجوي حرارة عالية.
2. تحويل ميكانيكي - كهربائي، مثل عمل المحول الكهربائي تتحول طاقة حركته الدورانية إلى طاقة كهربائية.
3. تحويل ميكانيكي - إشعاعي، ويتحقق هذا عندما يصدر إلكترونا سريعا شعاعا كهرومغناطيسيا في هيئة فوتون.
4. تحويل ميكانيكي - ميكانيكي، عند اصتدام كرة البلياردو بكرة أخرى، بافتراض انه تصادم مرن (أي عندما تتحول طاقة الحركة بأكمله إلى طاقة حركة فقط من دون تحول جزء منها إلى طاقة حرارية أو تغير في الشكل (تهشم أو اعوجاج).